# پوئبلیتوس (نیومکزیکو)
پوئبلیتوس (به انگلیسی: Pueblitos) یک منطقهٔ مسکونی در ایالات متحده آمریکا است که در شهرستان ولنسیا، نیومکزیکو واقع شده‌است. پوئبلیتوس ۷۹۴ نفر جمعیت دارد و ۱٬۴۶۲٫۱۴ متر بالاتر از سطح دریا واقع شده‌است.